# Carl Fredrik Hammarhielm
Carl Fredrik Hammarhielm, född 10 februari 1787 i Visnums-Kils församling, Värmlands län, död där 13 september 1845, var en svensk godsägare, politiker och hovmarskalk. Han var sonsons sonson till Per Nilsson Hammarhielm och far till Carl Hammarhielm.

## Biografi
Hammarhielm var i sin ungdom student vid Uppsala universitet. Han ingick i den värmländska kretsen kring Erik Gustaf Geijer och tillhörde de ursprungliga medlemmarna av Götiska förbundet. På järnbruket Krontorp i Visnums socken i Värmland, som han ägde 1811–1843, uppförde han en ståtlig herrgård. Karl XIV Johan gästade honom flera gånger under sina resor till och från Norge. 1819 blev han kammarherre 1819 och 1826 hovmarskalk.  Åren 1828–1829 var Hammarhielm ordförande i Värmlands brukssocietet. Som en av de ledande inom Värmlands läns hushållningssällskap höll han 1836 på Krontorp den första plöjningstävlingen i länet. Hammarhielm deltog även i riksdagarna 1815–1841 och var 1840–1841 tillförordnad landshövding i Värmlands län.